# Nothing More
Nothing More (Eigenschreibweise: NØTHING MØRE) ist eine US-amerikanische Alternative-Metal-Band aus San Antonio, Texas. Die Band steht bei Better Noise Music unter Vertrag und hat bisher sieben Studioalben veröffentlicht. Nothing More wurden dreimal für einen Grammy, viermal bei den Loudwire Music Awards sowie je einmal bei den iHeartRadio Music Awards und den Kerrang! Awards nominiert.

## Geschichte

### Frühe Jahre (2003 bis 2008)

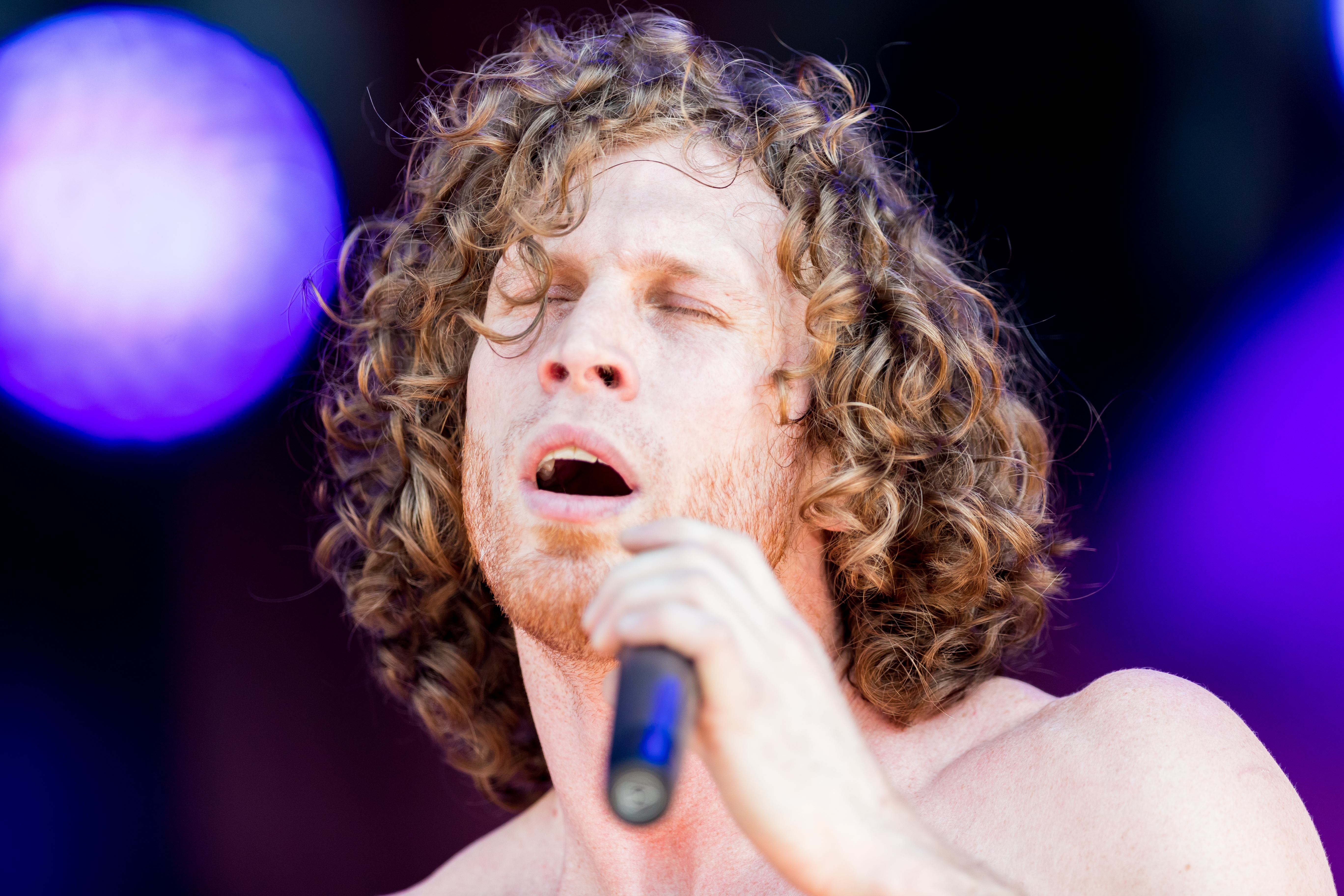
Sänger Jonny Hawkins

Der Schlagzeuger Jonny Hawkins und der Gitarrist Mark Vollelunga lernten sich in einem kirchlichen Zeltlager kennen, als Hawkins dort Vollelunga Gitarre spielen hörte. Beide gingen damals noch in die siebte Klasse der High School. Die beiden wurden Freunde und spielten zusammen diverse Jam-Sessions während ihrer Schulzeit. 2003 gründeten beide dann nach ihrem Schulabschluss offiziell die Band Nothing More. Am 1. August 2004 veröffentlichte die Band in Eigenregie ihr Debütalbum Shelter mit dem Sänger Josh Klaus, dem Bassisten Matt Reynolds und dem zweiten Gitarristen Josh Kercheville. Kurz nach der Veröffentlichung verließen Josh Klaus und Matt Reynolds die Band und wurden durch Travis Cox und Daniel Oliver ersetzt. Im Juli 2005 veröffentlichten Nothing More die EP Matthatter’s Bliss, bevor ein Jahr später die Kompilation Vandura folgte.
Erneut kam es zu Veränderung in der Bandbesetzung. Travis Cox verließ die Band wieder und wurde durch Trey Graham ersetzt, der zuvor zur Tourband von Kelly Clarkson gehörte. Am 5. Januar 2007 veröffentlichten Nothing More ihr zweites Studioalbum Save You / Save Me, dem eine Tour im Vorprogramm von Thirty Seconds to Mars sowie eine Teilnahme an der Warped Tour folgte. Aufgrund musikalischer Differenzen verließen Sänger Trey Graham und Gitarrist Josh Kercheville die Band wieder. Mitte 2008 entschloss sich Schlagzeuger Jonny Hawkins den Gesang selbst zu übernehmen.

### The Few Not FleetingundNothing More(2009 bis 2015)

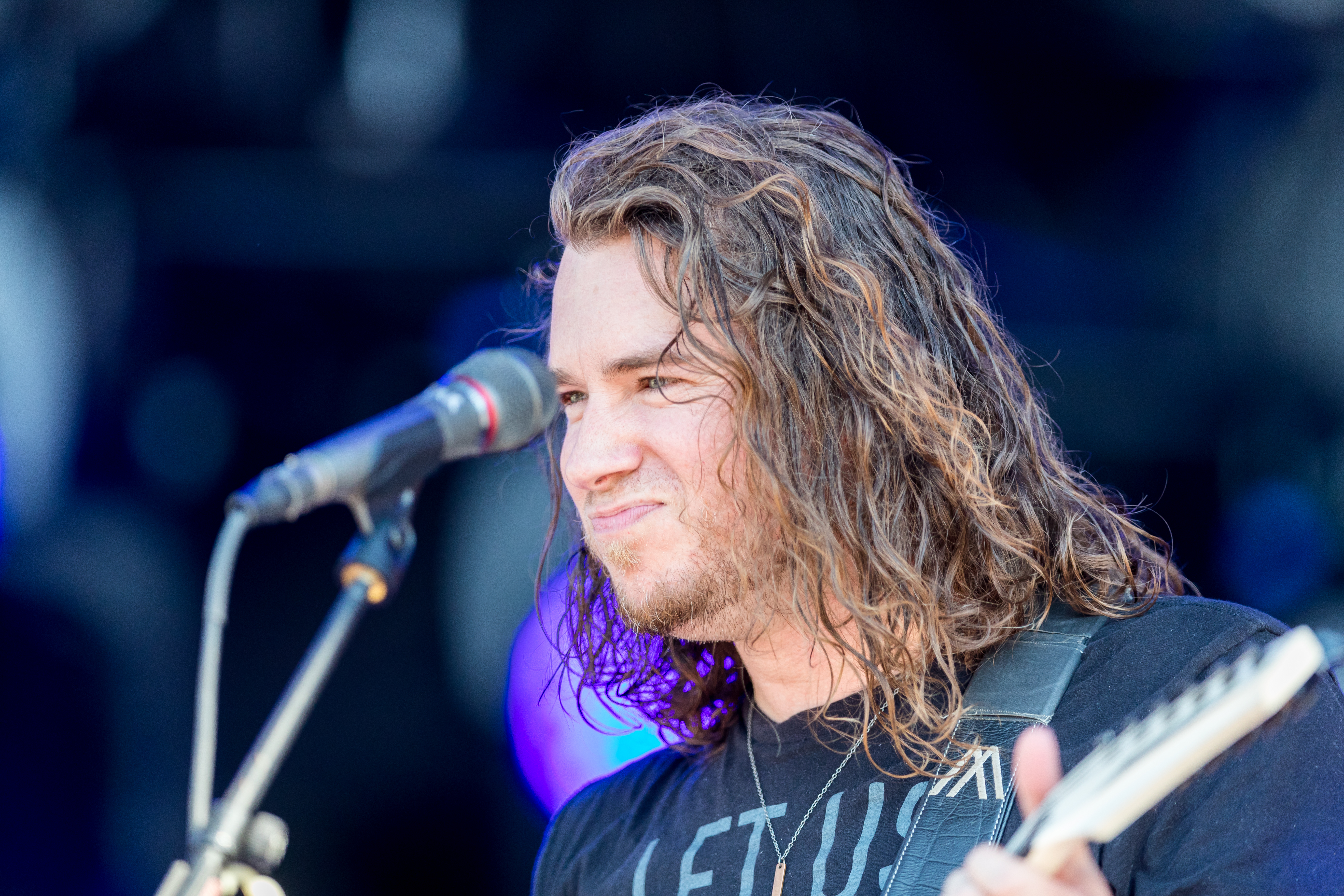
Gitarrist Mark Vollelunga

Am 21. Februar 2009 veröffentlichte die Band ihr drittes Studioalbum The Few Not Fleeting auf dem Jonny Hawkins gleichzeitig als Sänger und Schlagzeuger tätig ist. Nach der Veröffentlichung tourte die Band über zwei Jahre lang und stellte mit Davin Travieso einen neuen Schlagzeuger vor. Im Jahre 2011 wurde Travieso durch Paul O’Brien ersetzt und die Band begann mit der Arbeit an einem neuen Studioalbum, für dessen Finanzierung eine Kickstarter-Kampagne half. Im Juni 2013 veröffentlichte die Band ihr selbst betiteltes Album in Eigenregie und spielte auf dem Aftershock Festival sowie bei Welcome to Rockville. Im März 2014 unterschrieb die Band einen Vertrag mit Eleven Seven Music über fünf Alben.
Am 4. Juni 2014 wurde das Album Nothing More wieder veröffentlicht und erreichte Platz 33 der US-amerikanischen Albumcharts. Die beiden Singles This Is the Time (Ballast) und Mr. MTV erreichten jeweils die Platz 2 bzw. Platz 12 der Billboard Mainstream Rock Songs. Es folgte eine Tour mit Five Finger Death Punch, Volbeat und Hellyeah sowie Auftritte bei den Festivals Carolina Rebellion, Louder Than Life, Rock am Ring, Rock im Park, Rock on the Range sowie Welcome to Rockville. Im April 2015 wurde das Musikvideo zum Song Jenny veröffentlicht. Dieser Titel thematisiert psychische Erkrankungen sowie Alkohol- und Drogenmissbrauch. Die Band möchte mit diesem Titel u. a. auf die bipolare affektive Störung aufmerksam machen, unter der auch Jonnys Hawkins Schwester Jenna leidet. Im Jahre 2015 tourten Nothing More mit Shinedown und den Marmozets und spielten auf den Festivals Heavy Montréal und Louder Than Life. Im September 2015 verließ Paul O’Brien aus gesundheitlichen Gründen die Band wieder und wurde durch Ben Anderson ersetzt.

### The Stories We Tell Ourselves(2016–2021)

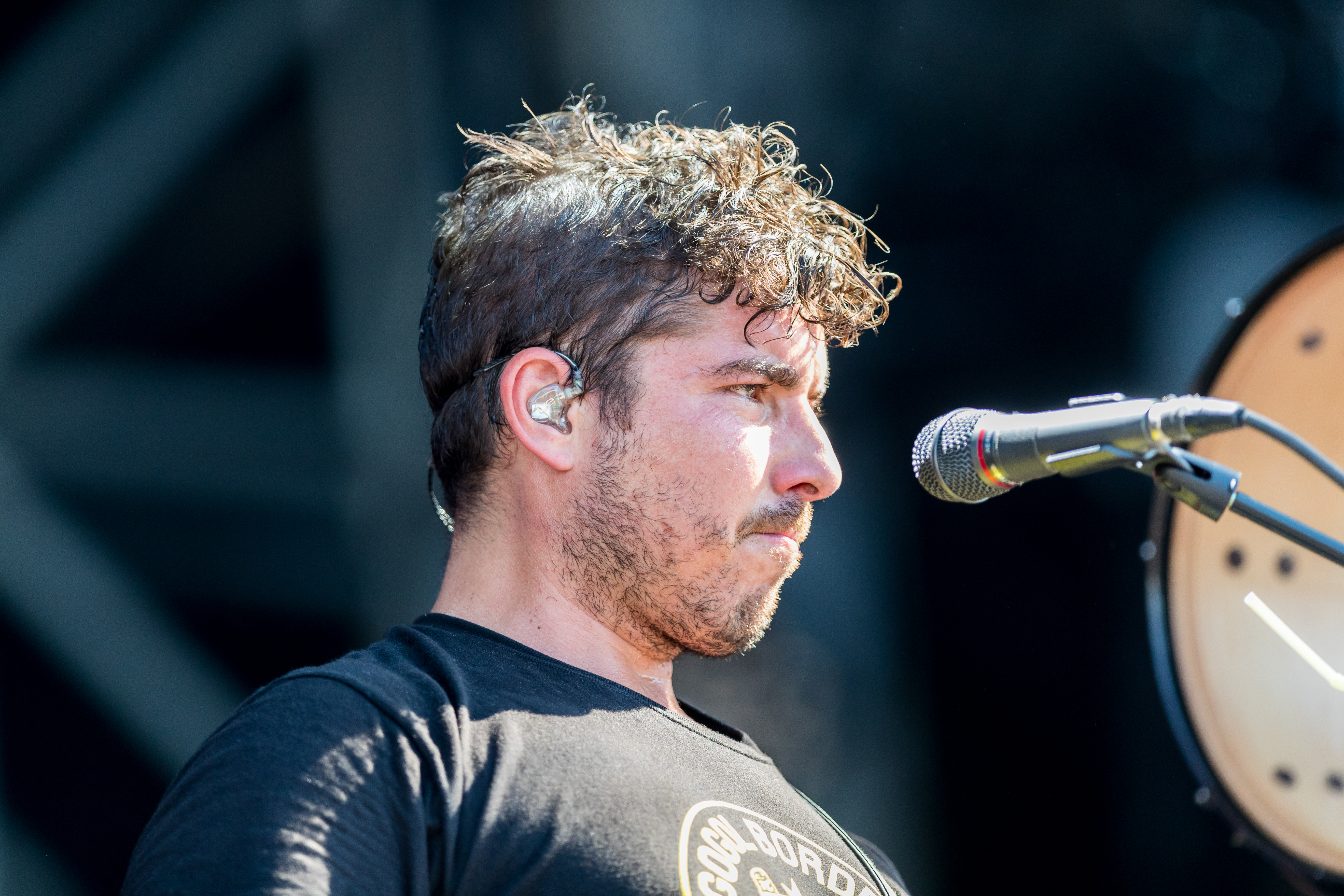
Bassist Daniel Oliver

Anfang 2016 begannen Nothing More mit dem Songwriting für das fünfte Studioalbum. Im Herbst des Jahres wurden die Arbeiten unterbrochen und Nothing More gingen zusammen mit Chevelle und den Headlinern Disturbed auf Tournee. Das von der Band in Zusammenarbeit mit Will Hofman produzierte Album The Stories We Tell Ourselves wurde am 15. September 2017 veröffentlicht und erreichte Platz 15 der US-amerikanischen Albumcharts. Die erste Single Go to War erreichte Platz eins der Billboard Mainstream Rock Songs und wurde für einen Trailer des Films Planet der Affen: Survival ausgewählt. Bei den Grammy Awards 2018 wurde The Stories We Tell Ourselves in der Kategorie Best Rock Album sowie Go to War in den Kategorien Best Rock Song bzw. Best Rock Performance nominiert. Die Preise gingen jedoch an The War on Drugs, die Foo Fighters bzw. Leonard Cohen. Das Jahr 2018 begann mit einer Tournee zusammen mit Papa Roach und Escape the Fate, ehe Festivalauftritte bei Rock am Ring und Rock im Park sowie beim With Full Force folgten. Im Frühjahr 2019 folgte eine US-Tournee mit Of Mice & Men, Badflower und Palisades, bevor Nothing More im Herbst 2019 für Ghost auf deren A Pale Tour Named Death eröffneten. Während der COVID-19-Pandemie nahm die Band ihr neues Studioalbum auf.

### SpiritsundCarnal(seit 2022)

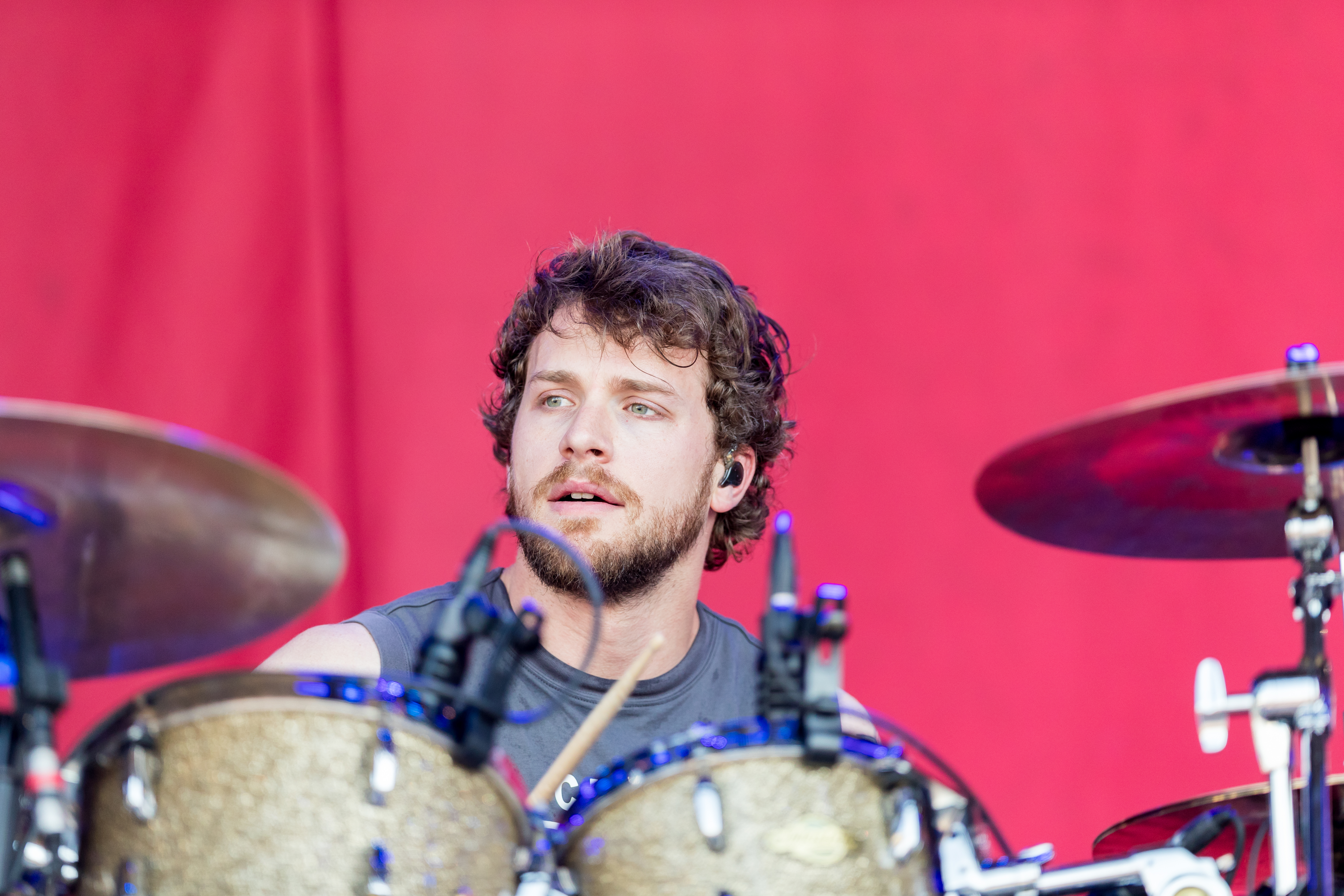
Schlagzeuger Ben Anderson

Im Frühjahr 2022 absolvierten Nothing More eine Co-Headlinertournee durch Nordamerika mit Asking Alexandria und den Vorgruppen Atreyu und Eva Under Fire. Im Herbst des gleichen Jahres folgte eine weitere Tournee durch Nordamerika mit Sleep Token und dem Headliner In This Moment. Das sechste Studioalbum Spirits erschien am 14. Oktober 2022. Im Frühjahr 2023 tourten Nothing More mit den Vorbands Crown the Empire und Thousand Below durch Nordamerika. Die Single Go to War wurde im Juni 2023 in den USA mit einer Goldenen Schallplatte ausgezeichnet. Einen Monat später wurden Berichte veröffentlicht, nach denen Sänger Jonny Hawkins im Dezember 2021 durch Fahrlässigkeit seine Lebensgefährtin mit seinem Auto überrollte und ihr damit schwere Verletzungen zuführte. Nothing More sollten eigentlich die Co-Headlinertournee von Godsmack und Staind im Sommer 2023 eröffnen, wurden jedoch durch Mix Master Mike ersetzt.
Im Frühjahr unterstützten Nothing More Electric Callboy auf deren Europatournee. An den freien Tagen spielte die Band einige Headlinerkonzerte mit den Vorgruppen SiM, Siamese und Vukovi. Es folgte eine Co-Headlinertournee mit Wage War und den Vorgruppen Veil of Maya und Sleep Theory. Am 28. Juni 2024 veröffentlichte die Band ihr siebtes Studioalbum Carnal, welches von Drew Fulk produziert wurde. Als Gastsänger sind Eric Vanlerberghe von der Band I Prevail, David Draiman von der Band Disturbed und der Rapper Sinizter zu hören. Nothing More spielten im September 2024 eine Headlinertournee durch Nordamerika mit Set It Off, From Ashes to New und Post Profit sowie eine weitere Tournee im Herbst im Vorprogramm von Godsmack. Im Frühjahr 2025 nahmen Nothing More an der The Sickness 25th Anniversary Tour von Disturbed durch Nordamerika teil.

## Stil
Laut James Christopher Monger vom Onlinemagazin Allmusic verwenden Nothing More eine „kraftvolle Mischung aus verschlagenem Progressive Rock, explosivem Heavy Metal und aufsteigenden, für das Radio bereitem Alternative Rock“. Die Musiker nannten Bands wie System of a Down, 30 Seconds to Mars, Incubus, The Mars Volta und Killswitch Engage als Einflüsse. Tobias Dahs vom Onlinemagazin Powermetal.de beschrieb in seiner Rezension des Albums The Stories We Tell Ourselves die Musik von Nothing More als „energetisch und melodisch wie die Briten Biffy Clyro, knallhart wie Disturbed und zum Teil fast so abgedreht wie die Post-Hardcorer At the Drive-In“.

## Diskografie
Studioalben

| Jahr | Titel Musiklabel                                 | Höchstplatzierung, Gesamtwochen, AuszeichnungChartsChartplatzierungen (Jahr, Titel, Musiklabel, Platzierungen, Wochen, Auszeichnungen, Anmerkungen) | Anmerkungen                                                                       |
| Jahr | Titel Musiklabel                                 | US | Anmerkungen                                                                       |
| ---- | ------------------------------------------------ | --- | --------------------------------------------------------------------------------- |
| 2004 | Shelter Eigenverlag                              | — | Erstveröffentlichung: 1. August 2004                                              |
| 2007 | Save You / Save Me Vestia Entertainment          | — | Erstveröffentlichung: 5. Januar 2007                                              |
| 2009 | The Few Not Fleeting Vestia Entertainment        | — | Erstveröffentlichung: 21. Februar 2009                                            |
| 2013 | Nothing More Arms Division                       | US33 (3 Wo.)US | Erstveröffentlichung: 11. Juni 2013 Wiederveröffentlichung 2014 über Eleven Seven |
| 2017 | The Stories We Tell Ourselves Eleven Seven Music | US15 (1 Wo.)US | Erstveröffentlichung: 15. September 2017                                          |
| 2022 | Spirits Better Noise Music                       | — | Erstveröffentlichung: 14. Oktober 2022                                            |
| 2024 | Carnal Better Noise Music                        | US153 (… Wo.)US | Erstveröffentlichung: 28. Juni 2024                                               |

## Nominierungen
| Jahr | Kategorie             | für                           | Resultat  |
| ---- | --------------------- | ----------------------------- | --------- |
| 2018 | Best Rock Song        | Go to War                     | Nominiert |
| 2018 | Best Rock Performance | Go to War                     | Nominiert |
| 2018 | Best Rock Album       | The Stories We Tell Ourselves | Nominiert |

| Jahr | Kategorie             | für       | Resultat  |
| ---- | --------------------- | --------- | --------- |
| 2018 | Rock Song of the Year | Go to War | Nominiert |

| Jahr | Kategorie                   | für          | Resultat  |
| ---- | --------------------------- | ------------ | --------- |
| 2015 | Best international Newcomer | Nothing More | Nominiert |

| Jahr | Kategorie           | für          | Resultat  |
| ---- | ------------------- | ------------ | --------- |
| 2014 | Best New Artist     | Nothing More | Nominiert |
| 2014 | Best Live Act       | Nothing More | Nominiert |
| 2014 | Best Rock Video     | Jenny        | Nominiert |
| 2017 | Best Hard Rock Song | Go to War    | Nominiert |

## Soziales Engagement
Um die öffentliche Aufmerksamkeit zum Thema psychische Erkrankungen weiter zu fördern, kooperiert die Band mit einigen Organisationen, darunter Bring Change 2 Mind, To Write Love on Her Arms, The Jed Foundation, The International Bipolar Foundation und Young Minds. Gleichzeitig nutzt Nothing More soziale Medien und ruft Betroffene dazu auf, ihre Geschichten zu teilen.